# Lithogenes
Lithogenes – rodzaj słodkowodnych ryb sumokształtnych z rodziny zbrojnikowatych (Loricariidae), typ nomenklatoryczny podrodziny Lithogeneinae.

## Występowanie
Zasiedlają wody Gujany i Wenezueli.

## Klasyfikacja
Gatunki zaliczane do tego rodzaju:
- Lithogenes valencia
- Lithogenes villosus
- Lithogenes wahari

Gatunkiem typowym jest Lithogenes villosus.